# Levergies
Levergies est une commune française située dans le département de l'Aisne, en région Hauts-de-France.

## Géographie

### Communes limitrophes

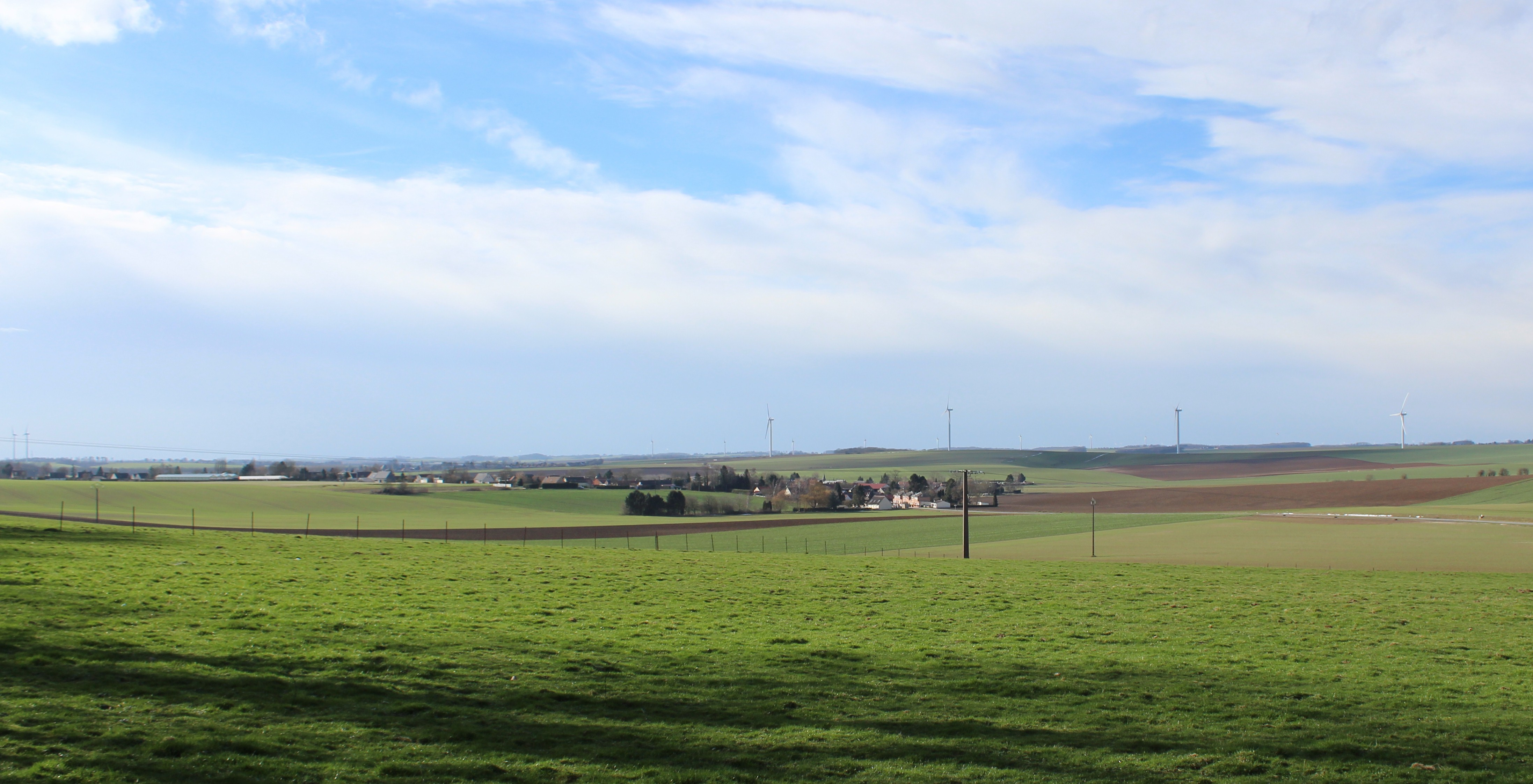
Panorama du village depuis Sequehart.

| Joncourt       | Ramicourt |           |
| Magny-la-Fosse | Levergies | Sequehart |
| Lehaucourt     | Lesdins   |           |

### Hydrographie
La commune est située dans le bassin Artois-Picardie. Elle n'est drainée par aucun cours d'eau.

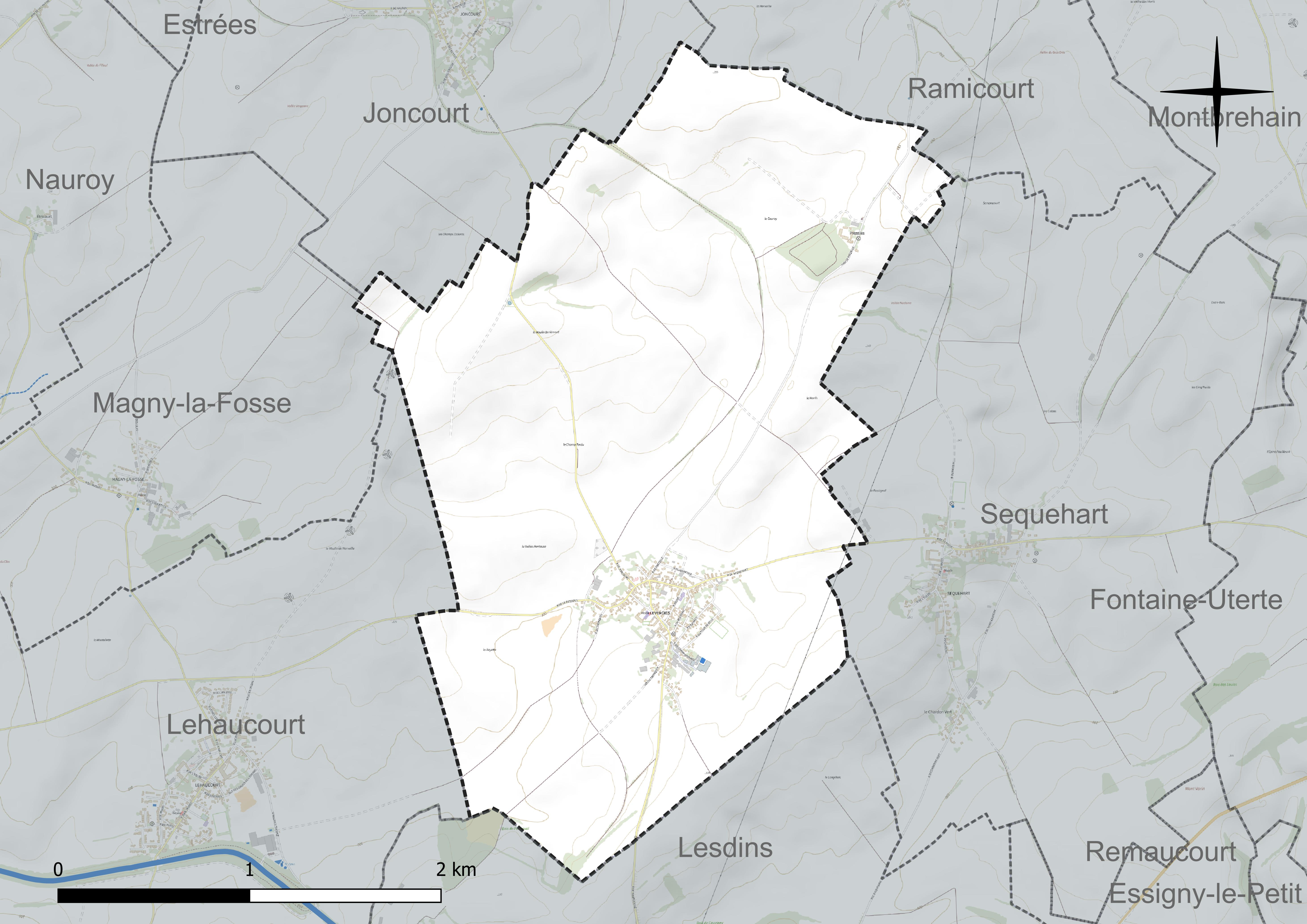
Réseau hydrographique de Levergies.

### Climat
Pour des articles plus généraux, voir Climat des Hauts-de-France et Climat de l'Aisne.
En 2010, le climat de la commune est de type climat océanique dégradé des plaines du Centre et du Nord, selon une étude du CNRS s'appuyant sur une série de données couvrant la période 1971-2000. En 2020, Météo-France publie une typologie des climats de la France métropolitaine dans laquelle la commune est dans une zone de transition entre le climat océanique et le climat océanique altéré et est dans la région climatique Nord-est du bassin Parisien, caractérisée par un ensoleillement médiocre, une pluviométrie moyenne régulièrement répartie au cours de l'année et un hiver froid (3 °C).
Pour la période 1971-2000, la température annuelle moyenne est de 10,1 °C, avec une amplitude thermique annuelle de 14,8 °C. Le cumul annuel moyen de précipitations est de 743 mm, avec 12,1 jours de précipitations en janvier et 9,2 jours en juillet. Pour la période 1991-2020, la température moyenne annuelle observée sur la station météorologique la plus proche, située sur la commune de Fontaine-lès-Clercs à 15 km à vol d'oiseau, est de 10,8 °C et le cumul annuel moyen de précipitations est de 683,4 mm,. Pour l'avenir, les paramètres climatiques de la commune estimés pour 2050 selon différents scénarios d'émission de gaz à effet de serre sont consultables sur un site dédié publié par Météo-France en novembre 2022.

## Urbanisme

### Typologie
Au 1er janvier 2024, Levergies est catégorisée commune rurale à habitat dispersé, selon la nouvelle grille communale de densité à 7 niveaux définie par l'Insee en 2022.
Elle est située hors unité urbaine. Par ailleurs la commune fait partie de l'aire d'attraction de Saint-Quentin, dont elle est une commune de la couronne,. Cette aire, qui regroupe 120 communes, est catégorisée dans les aires de 50 000 à moins de 200 000 habitants,.

### Occupation des sols
L'occupation des sols de la commune, telle qu'elle ressort de la base de données européenne d'occupation biophysique des sols Corine Land Cover (CLC), est marquée par l'importance des territoires agricoles (95,1 % en 2018), une proportion sensiblement équivalente à celle de 1990 (95,2 %). La répartition détaillée en 2018 est la suivante : 
terres arables (95,1 %), zones urbanisées (4,9 %).
L'évolution de l'occupation des sols de la commune et de ses infrastructures peut être observée sur les différentes représentations cartographiques du territoire : la carte de Cassini (XVIIIe siècle), la carte d'état-major (1820-1866) et les cartes ou photos aériennes de l'IGN pour la période actuelle (1950 à aujourd'hui).

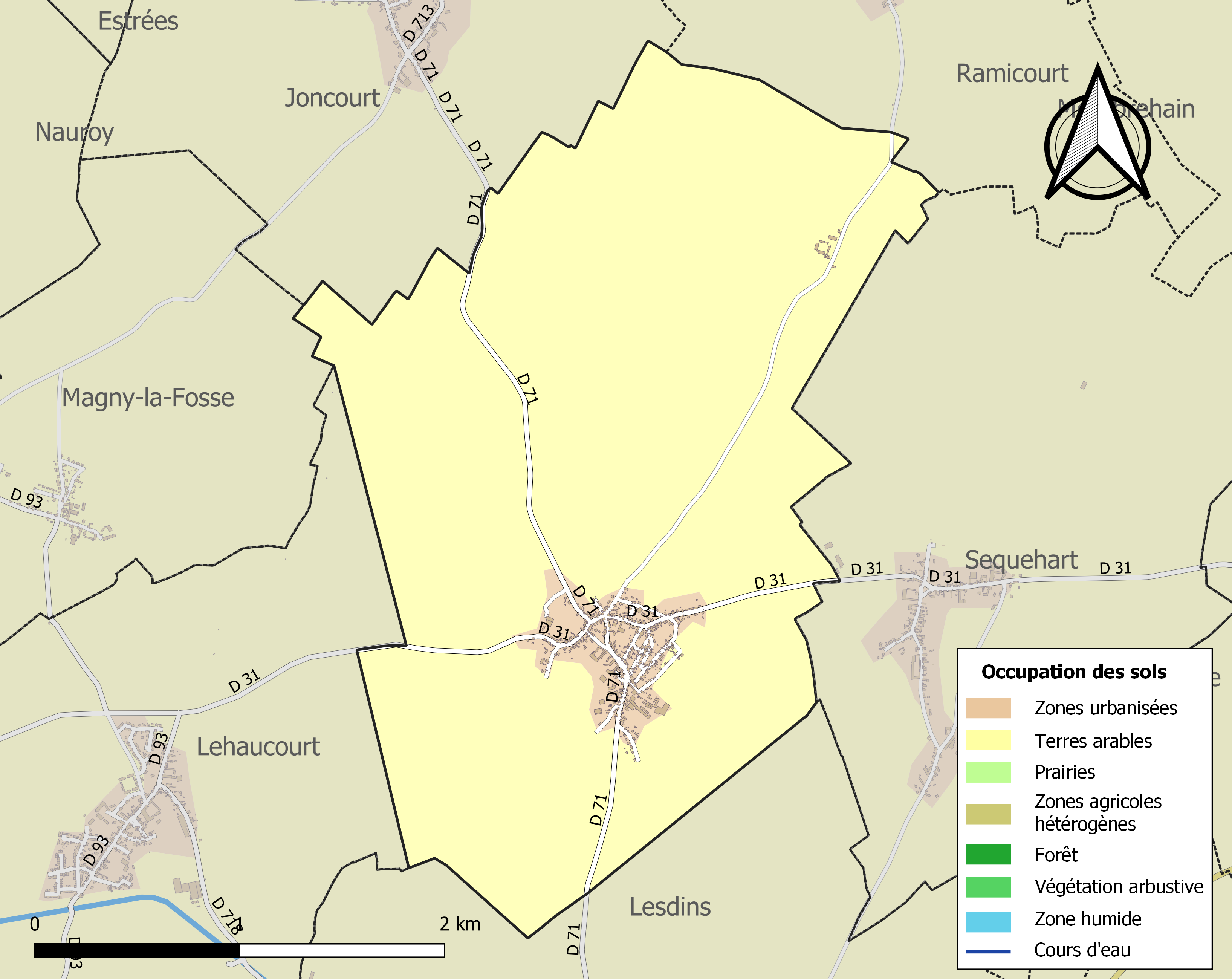
Carte de l'occupation des sols de la commune en 2018 (CLC).

## Toponymie

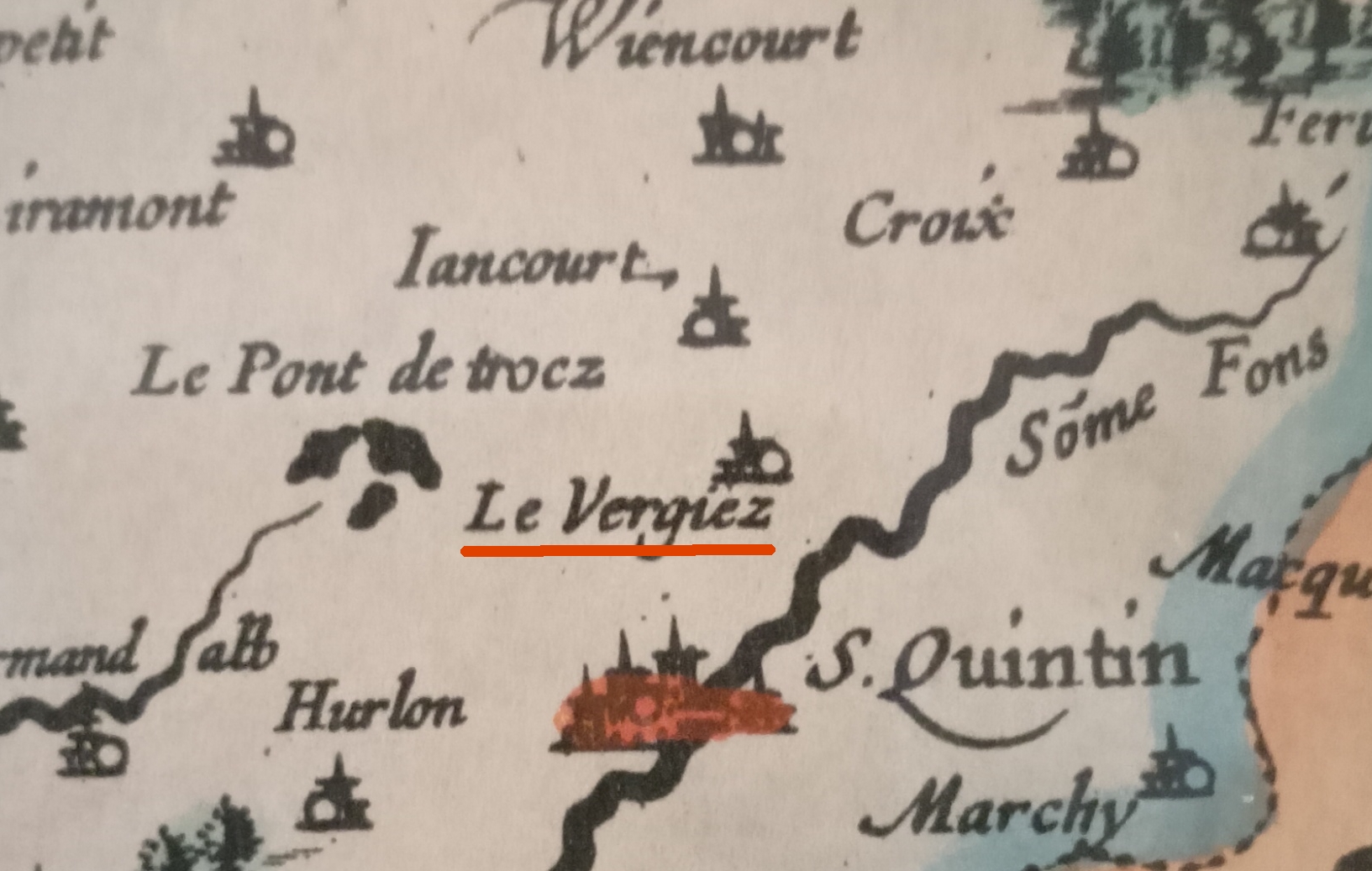
Carte de la Picardie de 1620 - Le Vergiez.

Levergies apparaît pour la première fois en 1220 sous le nom de Vergie dans un cartulaire de l'abbaye de Vermand, puis Levregies[Quand ?], Le Vergie[Quand ?], Levregiez[Quand ?], Levregye[Quand ?], Levergyes[Quand ?], puis Le Vergie au XVIIIe siècle sur la Carte de Cassini. Au XIXe siècle, le village prendra l'orthographe actuelle.

## Histoire
|  |

### Carte de Cassini
Sur la Carte de Cassini ci-contre datant du XVIIIe siècle, Levergies est une paroisse. 

Au nord, le hameau de Presel avait une ferme qui appartenait à l'abbaye de Saint-Prix de Saint-quentin.

La ferme de Senacourt dons les terres était située sur la paroisse de Levergies a été détruite vers 1750.
A un kilomètre du village s'élevait, avant la Révolution, une statue de six pieds représentant Saint Maurand sur un piédestal en pierre...Quatre ormes donnaient ombrage aux pèlerins...".
Un dicton picard circulait au XVIIIe siècle concernant les habitants du village :
A L'vergies / Pover zeins / Queudron vuid / Grind' marlmite / Erien d'eins

A Levergies / Pauvers gens / Chaudron vide / Grande marmite / Rien dedans

### La guerre de 1914-1918
Après la bataille des Frontières du 7 au 24 août 1914, devant les pertes subies, l'état-major français décide de battre en retraite depuis la Belgique. Dès le 28 août, les Allemands s'emparent de Levergies et poursuivent leur route vers l'ouest. Dès lors commença l'occupation allemande qui dura jusqu'en octobre 1918. Pendant toute cette période le village restera loin des combats, le front se situant à une quarantaine de kilomètres à l'ouest vers Péronne puis le long de la ligne Hindenburg à partir de mars 1917.
Pendant plus de 4 ans, le village servira de base arrière pour l'armée allemande.
En septembre 1918, l'offensive des Alliés sur la ligne Hindenburg porte ses fruits, les Allemands cèdent du terrain peu à peu. Les habitants de Levergies sont évacués vers l'arrière par les Allemands. Après de durs combats, la 32è division britannique s'empare du village le 30 septembre 1918. "Communiqué britannique du 1er octobre 1918:"Hier après-midi, notre attaque au nord de saint-Quentin a continué et nos troupes ont enlevé Levergies après de durs combats dans le voisinage du village". Les corps de soldats tués lors de ces affrontements reposent dans le cimetière militaire situé route de Joncourt. L'église et les habitations  ont subi de nombreux dégâts à la suite des bombardements.
Peu à peu, les habitants évacués sont revenus, mais la population de 871 habitants en 1911 n'était plus que de 619 en 1921. Alors commença une longue période de reconstruction de la mairie, des maisons, de la voie ferrée et des routes.

Vu les souffrances endurées par la population pendant les quatre années d'occupation et les dégâts aux constructions, la commune s'est vu décerner la Croix de guerre 1914-1918 (France) le 26 octobre 1920.
Sur le monument aux morts sont inscrits les noms des 33 soldats levergeois morts pour la France au cours de cette guerre.
Le 12 octobre 2021 et durant 4 jours les 550 habitants de Levergies doivent quitter leur domicile pour une opération de déminage. Depuis plusieurs décennies, ils vivaient à 300m à peine d'un champ où étaient enterrés 1.500 obus, presque 28 tonnes qui datent de la Première Guerre mondiale... tous prêts à exploser.

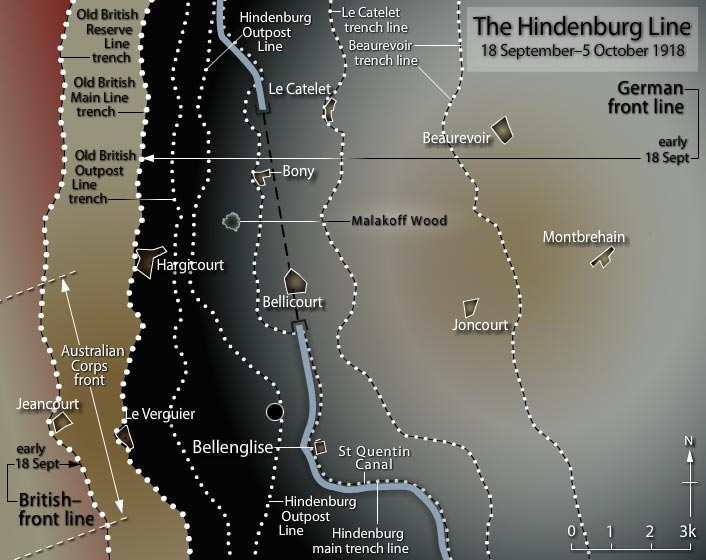
Progression des alliés du 18 septembre au 5 octobre 1918.
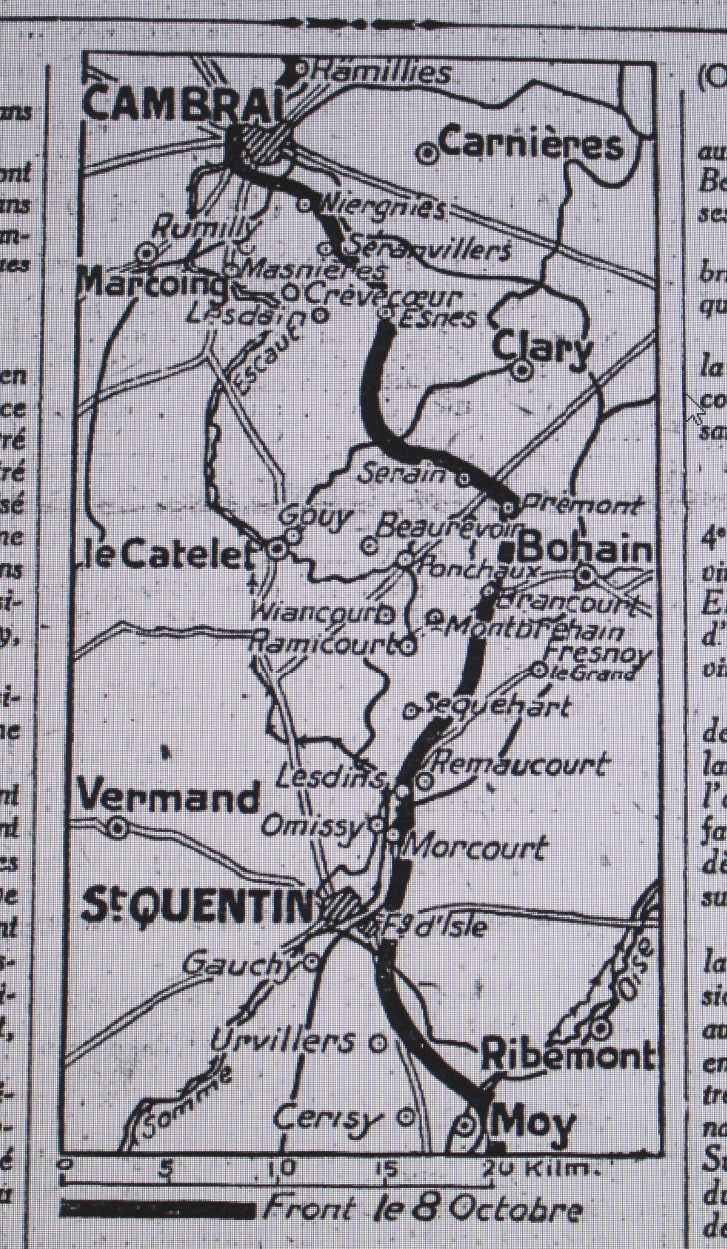
Carte du front le 8 octobre 1918.
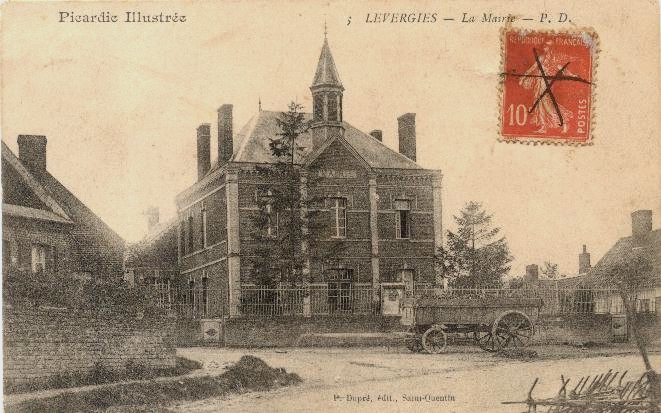
La mairie avant 1914.
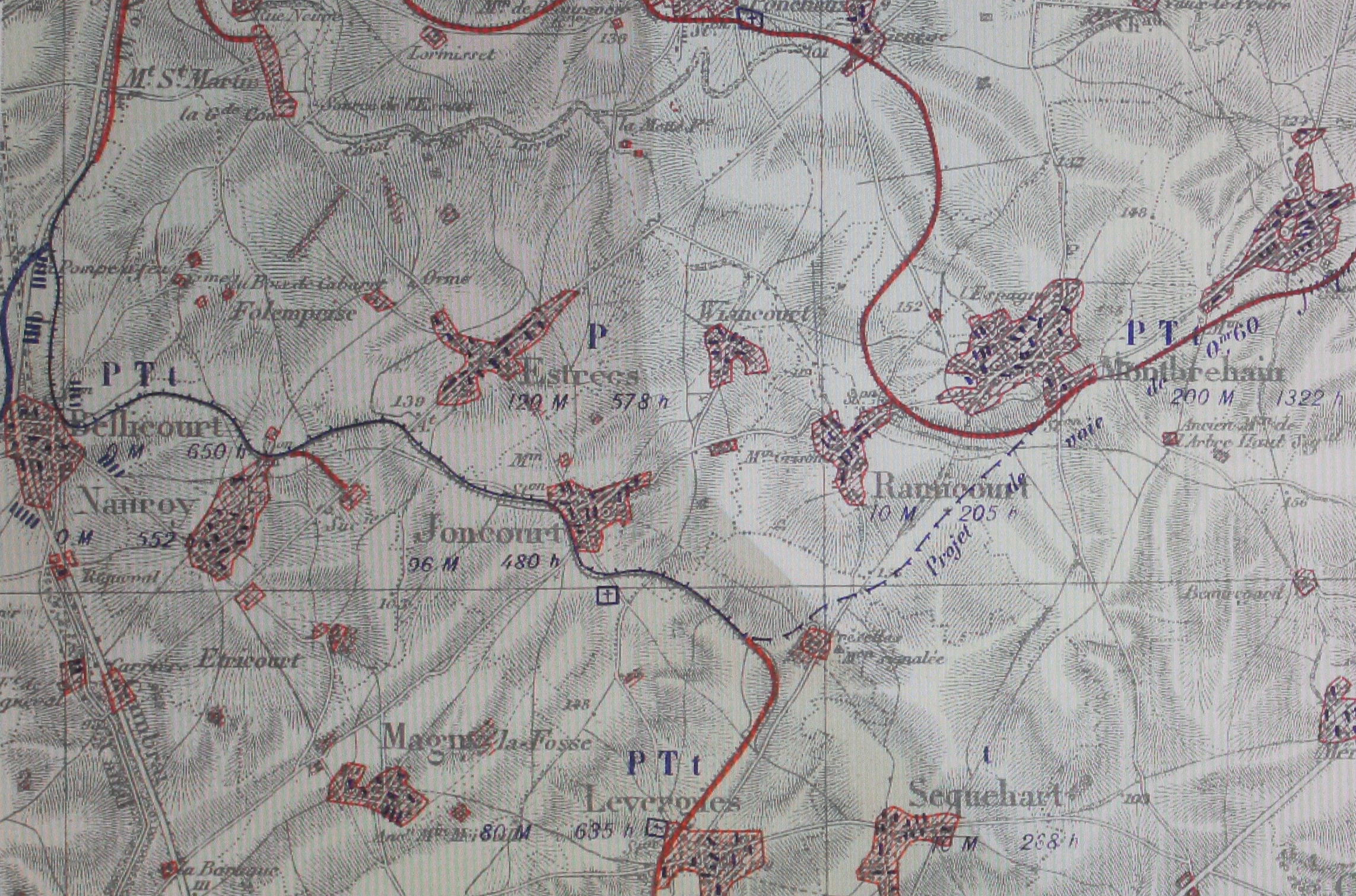
Carte montrant les destructions subies par Levergies lors des combats de 1918.

 L'ancienne voie ferrée 
De 1892 à 1954, Levergies a possédé une gare située rue de La-Dessous. Elle faisait partie du réseau de chemin de fer d'intérêt local  desservant le Cambrésis dans le département du Nord ainsi que le nord du département de l'Aisne. Elle était sur la ligne Le Catelet-Gouy / Saint-Quentin-Cambrésis longue de 25 km. Elle servait pour le transport du courrier, des marchandises, des betteraves et surtout des Joncourtois qui se rendait à Saint-Quentin.
De nos jours, la gare est devenue une habitation ; le support de la réserve d'eau existe toujours ainsi que l'emprise de l'ancienne voie, qui devenue sentier de randonnée.

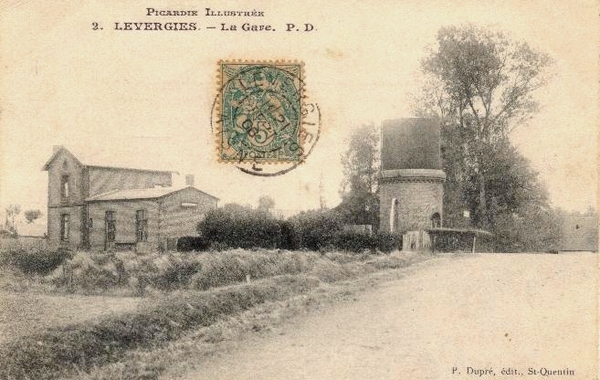
La gare vers 1908.
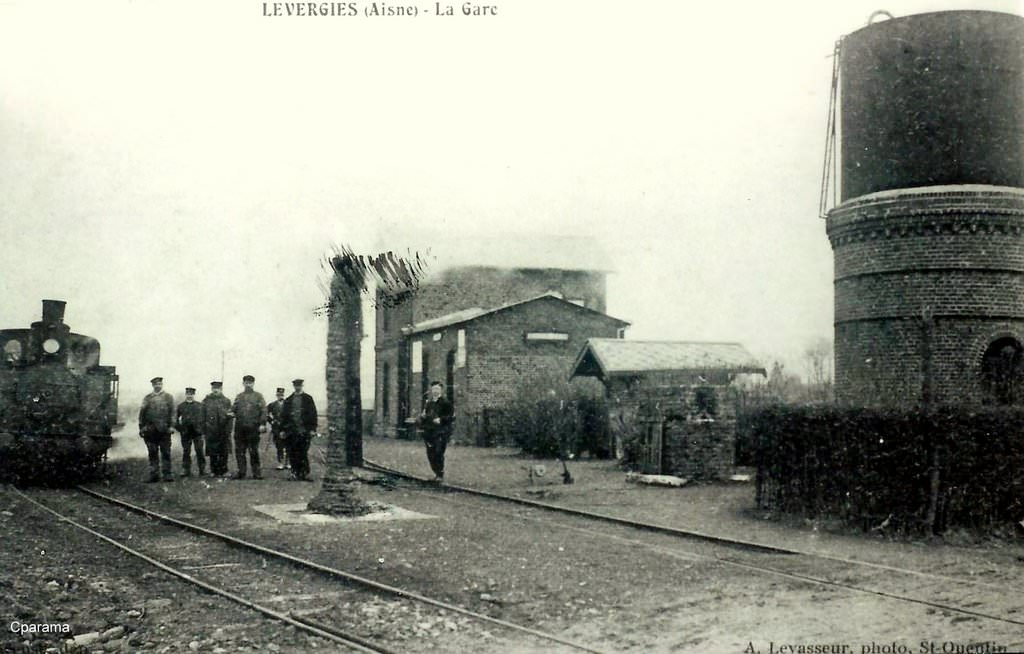
La gare et son réservoir vers 1910.
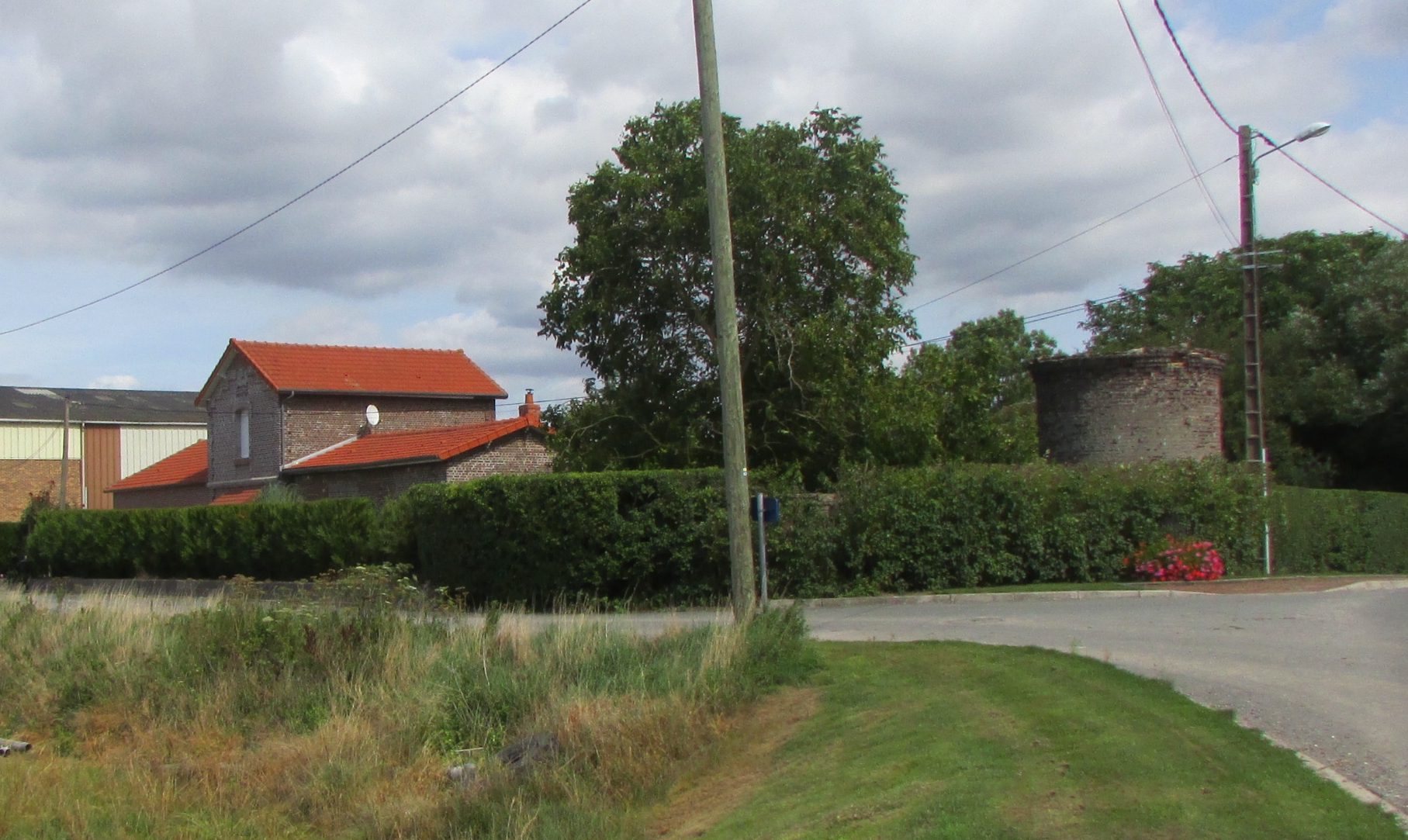
L'ancienne gare devenue habitation.
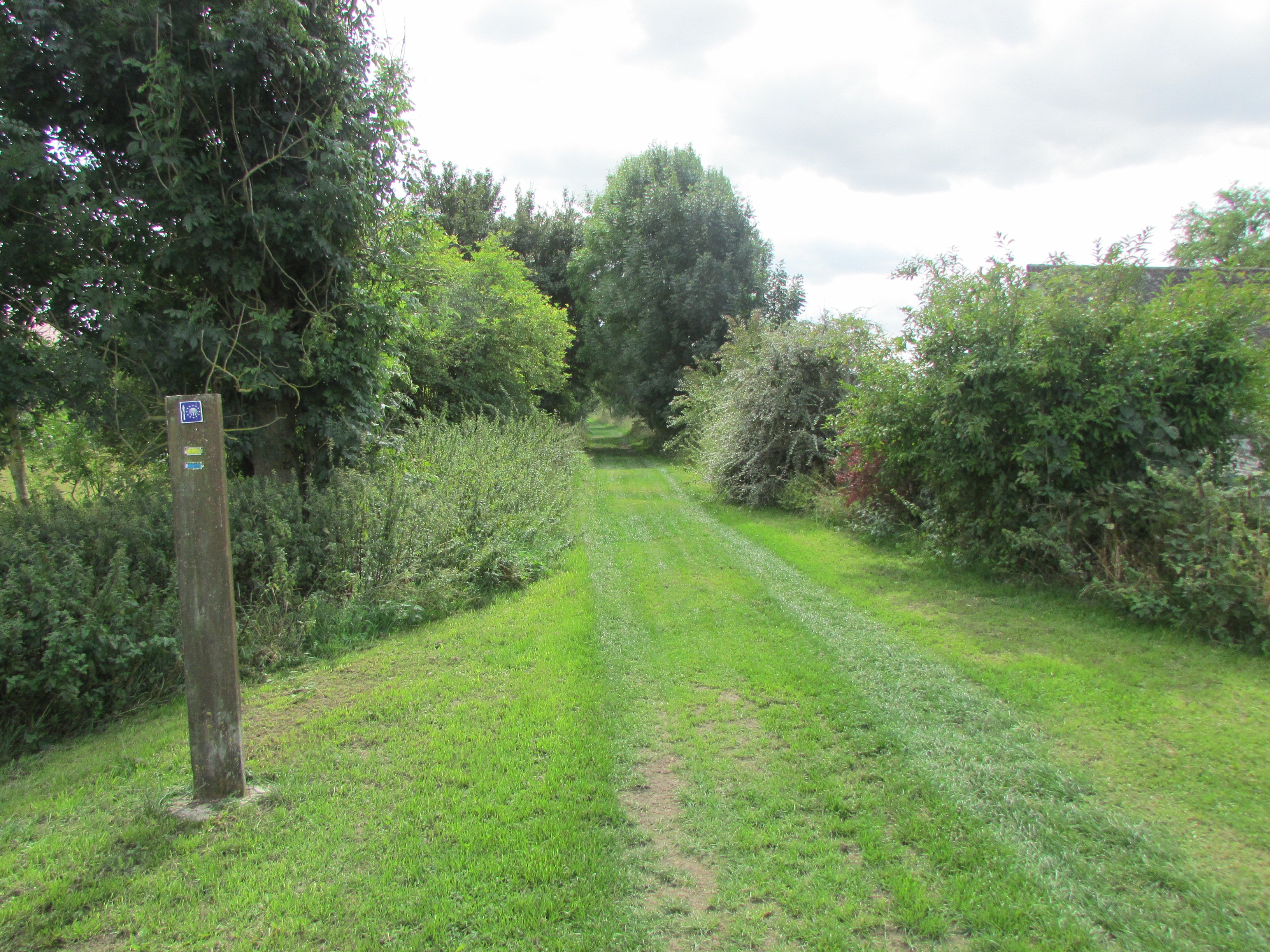
L'ancienne voie ferrée devenue chemin de randonnée.

## Politique et administration

### Découpage territorial
La commune de Levergies est membre de la communauté de communes du Pays du Vermandois, un établissement public de coopération intercommunale (EPCI) à fiscalité propre créé le 31 décembre 1993 dont le siège est à Bellicourt. Ce dernier est par ailleurs membre d'autres groupements intercommunaux.
Sur le plan administratif, elle est rattachée à l'arrondissement de Saint-Quentin, au département de l'Aisne et à la région Hauts-de-France. Sur le plan électoral, elle dépend du  canton de Bohain-en-Vermandois pour l'élection des conseillers départementaux, depuis le redécoupage cantonal de 2014 entré en vigueur en 2015, et de la deuxième circonscription de l'Aisne  pour les élections législatives, depuis le dernier découpage électoral de 2010.

### Administration municipale
| Période                                  | Période                   | Identité           | Étiquette | Qualité                        |
| ---------------------------------------- | ------------------------- | ------------------ | --------- | ------------------------------ |
| Les données manquantes sont à compléter. |                           |                    |           |                                |
| avant 1981                               | mars 2008                 | Philippe Ducatteau |           |                                |
| mars 2008                                | 2014                      | Muriel Roussos     |           |                                |
| 2014                                     | avril 2016                | Angélique Decaudin | SE        | Employée                       |
| mai 2016                                 | En cours (au 28 mai 2020) | Bernard Nuttens    | SE        | Réélu pour le mandat 2020-2026 |

## Démographie
L'évolution du nombre d'habitants est connue à travers les recensements de la population effectués dans la commune depuis 1793. Pour les communes de moins de 10 000 habitants, une enquête de recensement portant sur toute la population est réalisée tous les cinq ans, les populations de référence des années intermédiaires étant quant à elles estimées par interpolation ou extrapolation. Pour la commune, le premier recensement exhaustif entrant dans le cadre du nouveau dispositif a été réalisé en 2006.

En 2022, la commune comptait 541 habitants, en évolution de −1,46 % par rapport à 2016 (Aisne : −1,97 %, France hors Mayotte : +2,11 %).
| 1793 | 1800 | 1806 | 1821  | 1831  | 1836  | 1841  | 1846  | 1851  |
| ---- | ---- | ---- | ----- | ----- | ----- | ----- | ----- | ----- |
| 550  | 554  | 887  | 1 004 | 1 099 | 1 122 | 1 088 | 1 176 | 1 232 |

| 1856  | 1861  | 1866  | 1872  | 1876  | 1881  | 1886  | 1891  | 1896  |
| ----- | ----- | ----- | ----- | ----- | ----- | ----- | ----- | ----- |
| 1 210 | 1 274 | 1 255 | 1 185 | 1 105 | 1 060 | 1 050 | 1 132 | 1 021 |

| 1901 | 1906 | 1911 | 1921 | 1926 | 1931 | 1936 | 1946 | 1954 |
| ---- | ---- | ---- | ---- | ---- | ---- | ---- | ---- | ---- |
| 942  | 975  | 871  | 619  | 675  | 555  | 530  | 440  | 509  |

| 1962 | 1968 | 1975 | 1982 | 1990 | 1999 | 2006 | 2011 | 2016 |
| ---- | ---- | ---- | ---- | ---- | ---- | ---- | ---- | ---- |
| 534  | 512  | 536  | 566  | 601  | 577  | 601  | 581  | 549  |

| 2021 | 2022 | - | - | - | - | - | - | - |
| ---- | ---- | - | - | - | - | - | - | - |
| 541  | 541  | - | - | - | - | - | - | - |

## Lieux et monuments
- Église Saint-Médard.
- Monument aux morts.
- Au cimetière communal, un deuxième monument aux morts et des tombes de guerre de la Commonwealth War Graves Commission.
- Oratoire et croix de chemin sur la hauteur de la D 71, à la limite communale avec Lesdins.
- Pigeonnier de ferme.

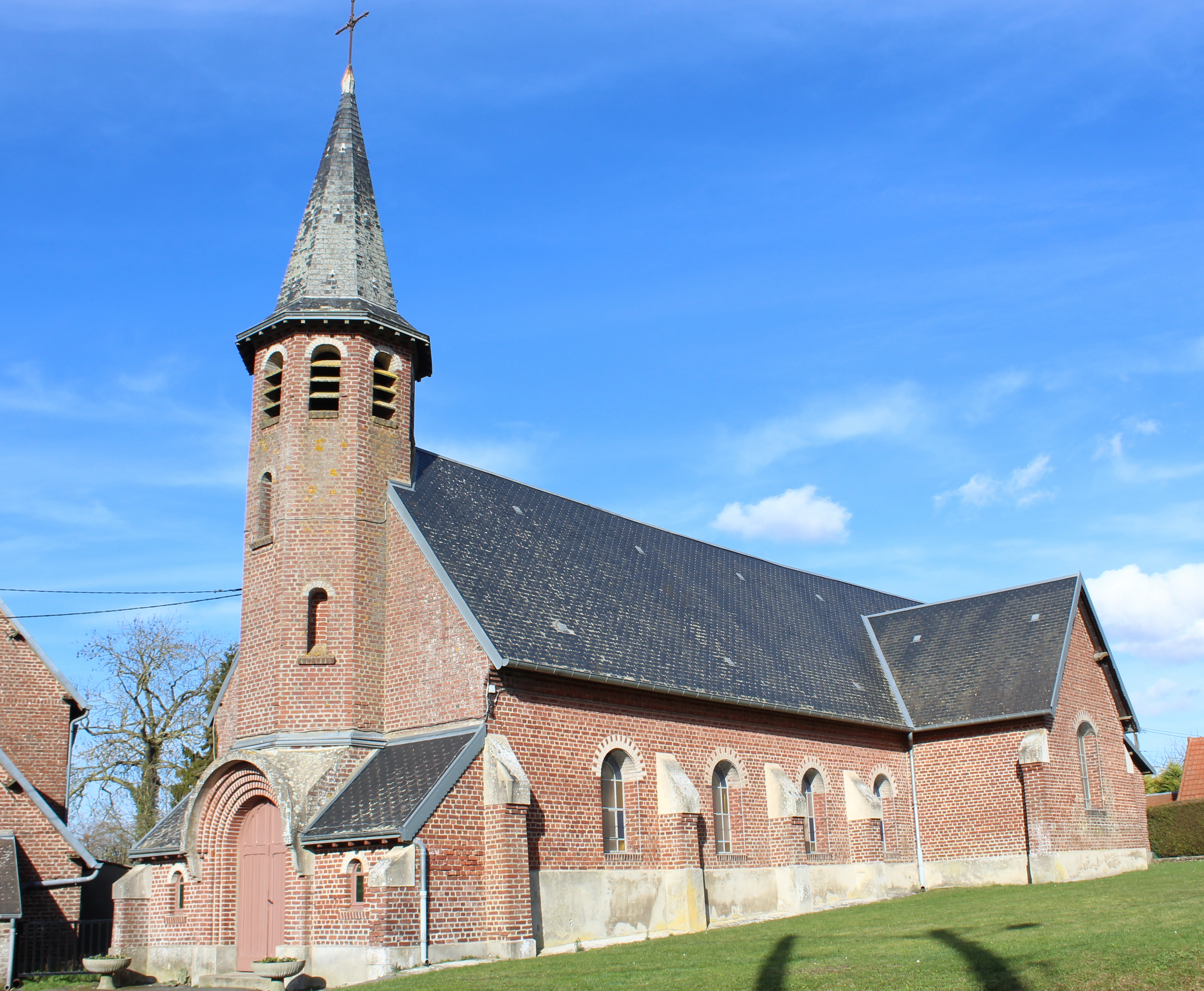
Église Saint-Médard.
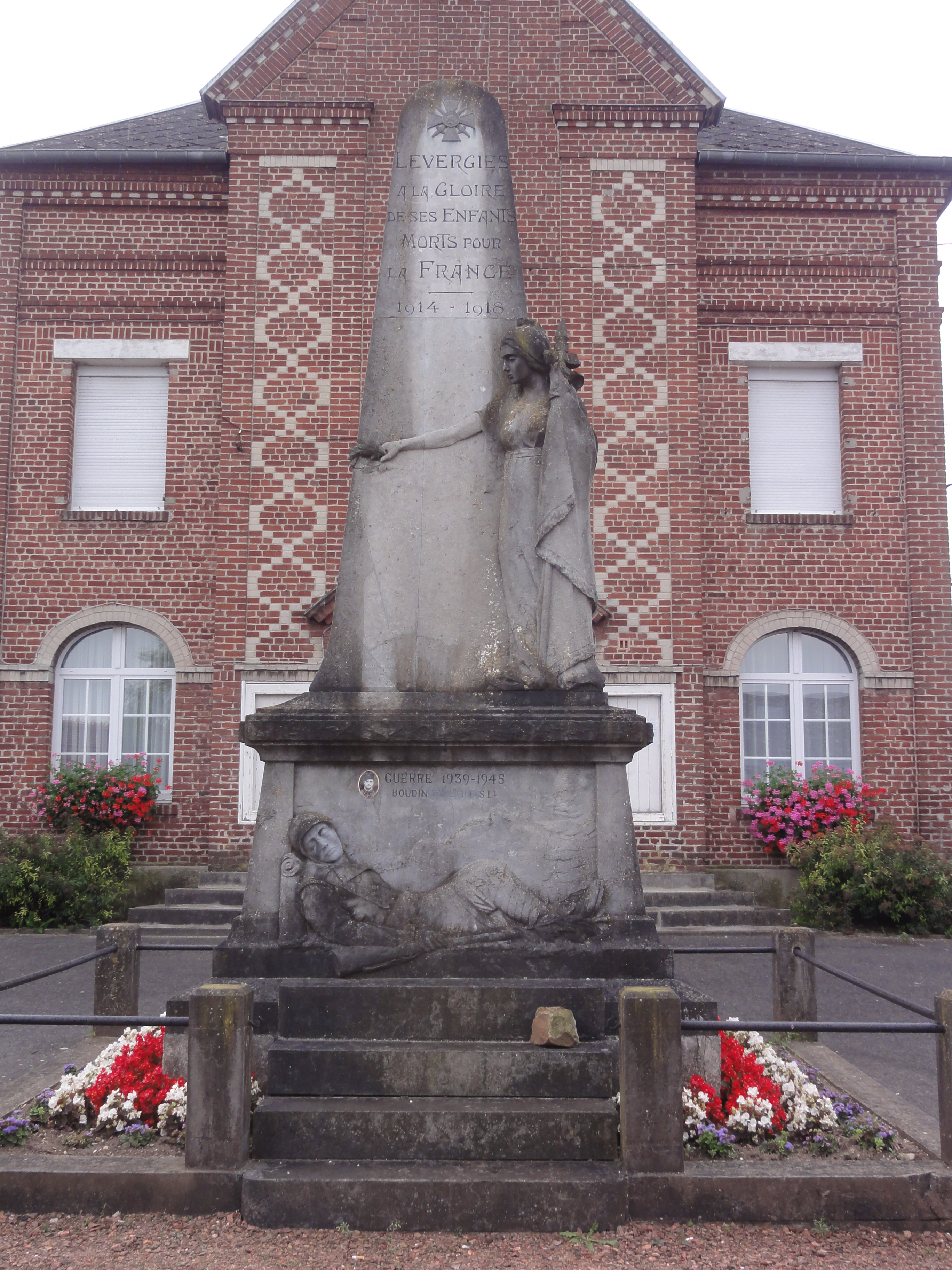
Monument aux morts.
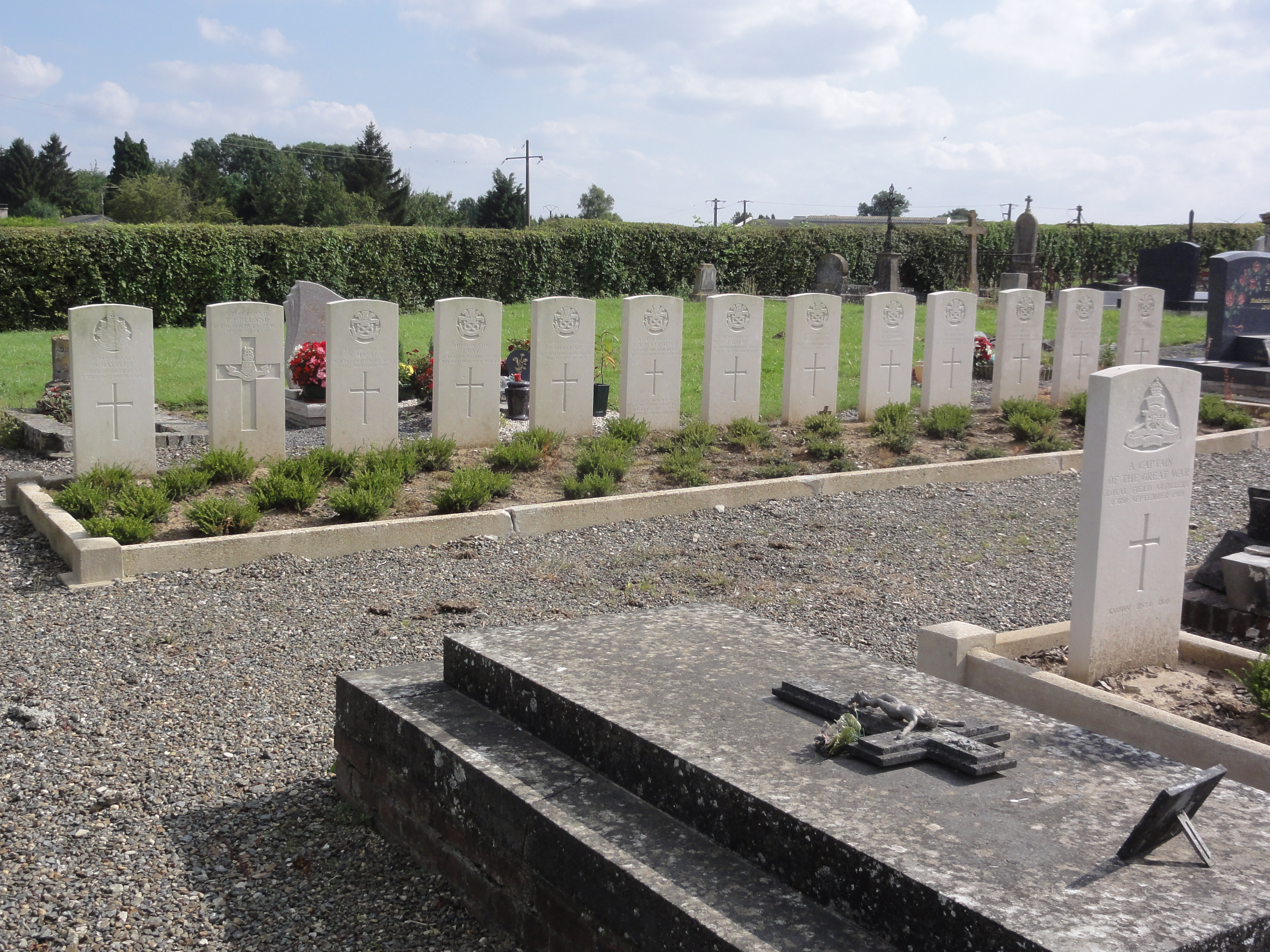
Tombes de guerre de la CWGC.
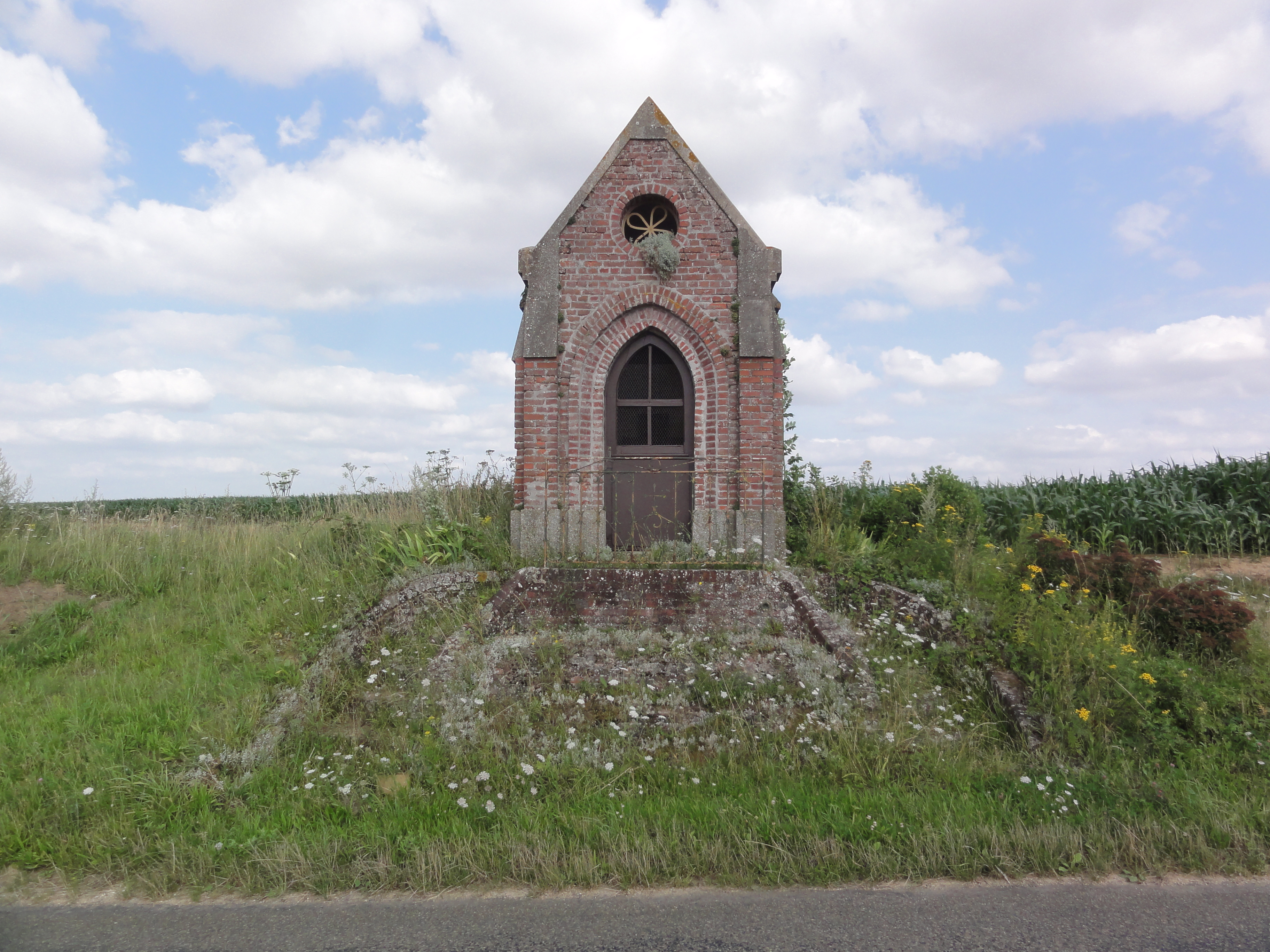
Oratoire, D 71.
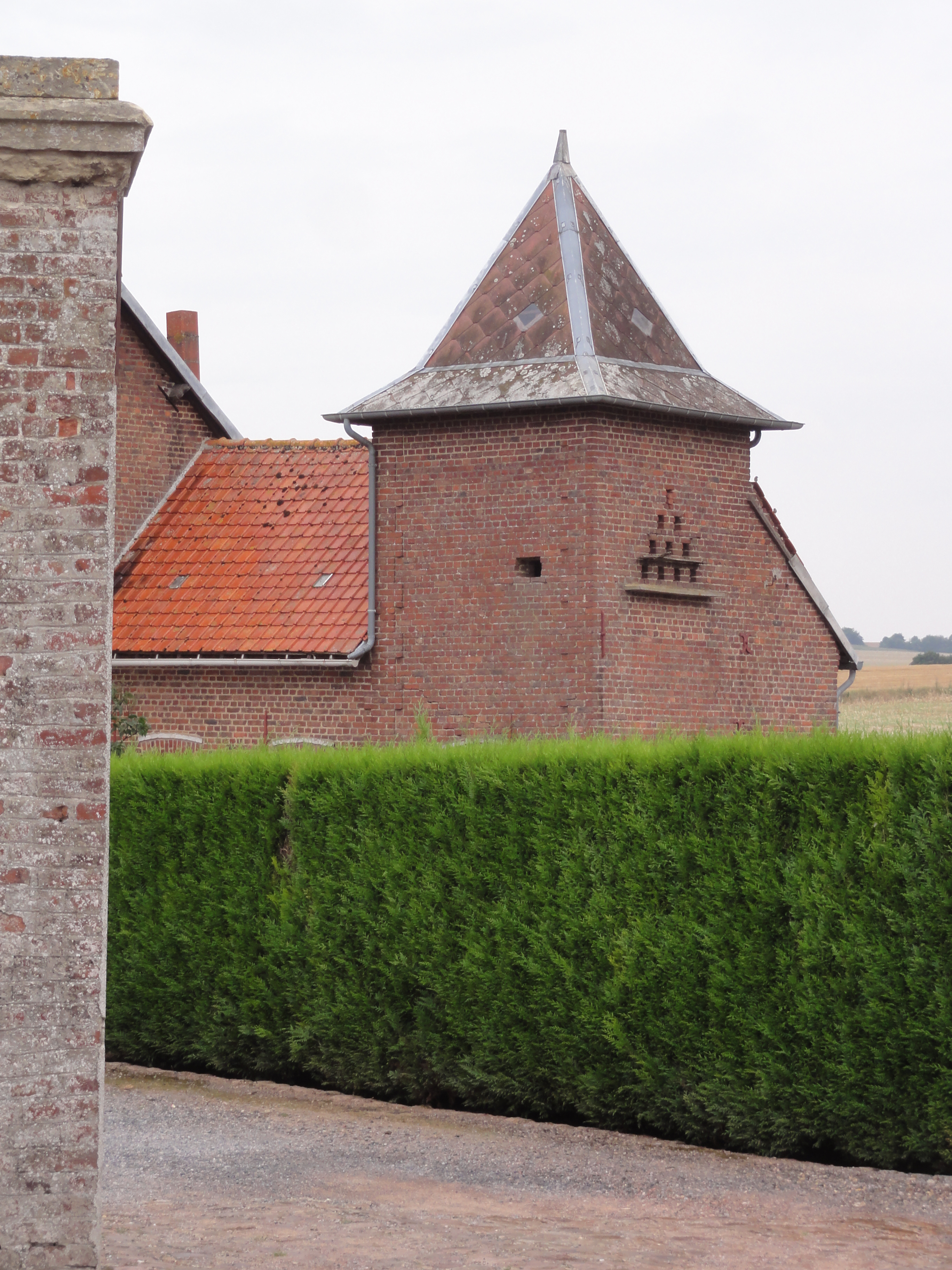
Pigeonnier de ferme.
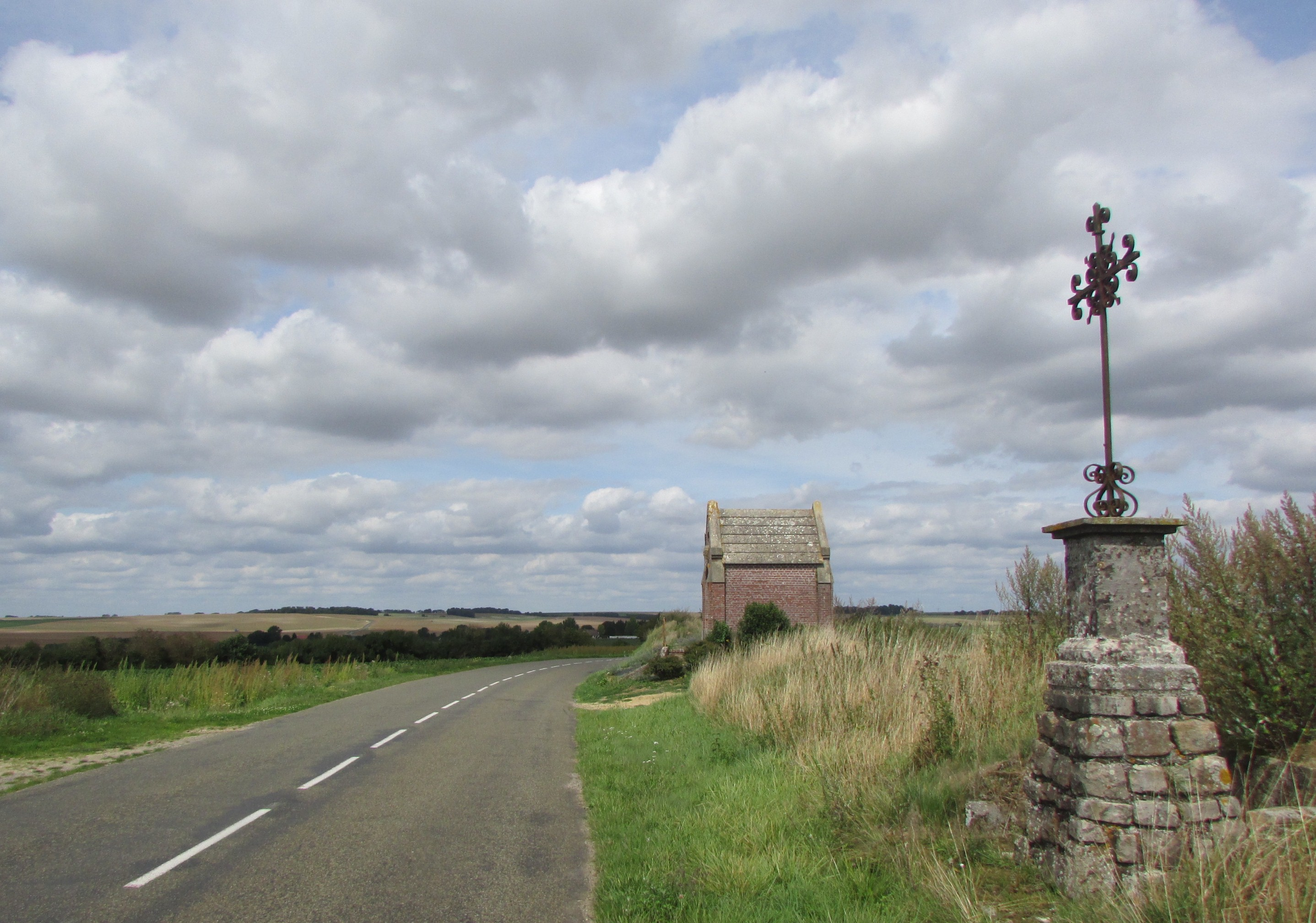
Le calvaire et l'oratoire.
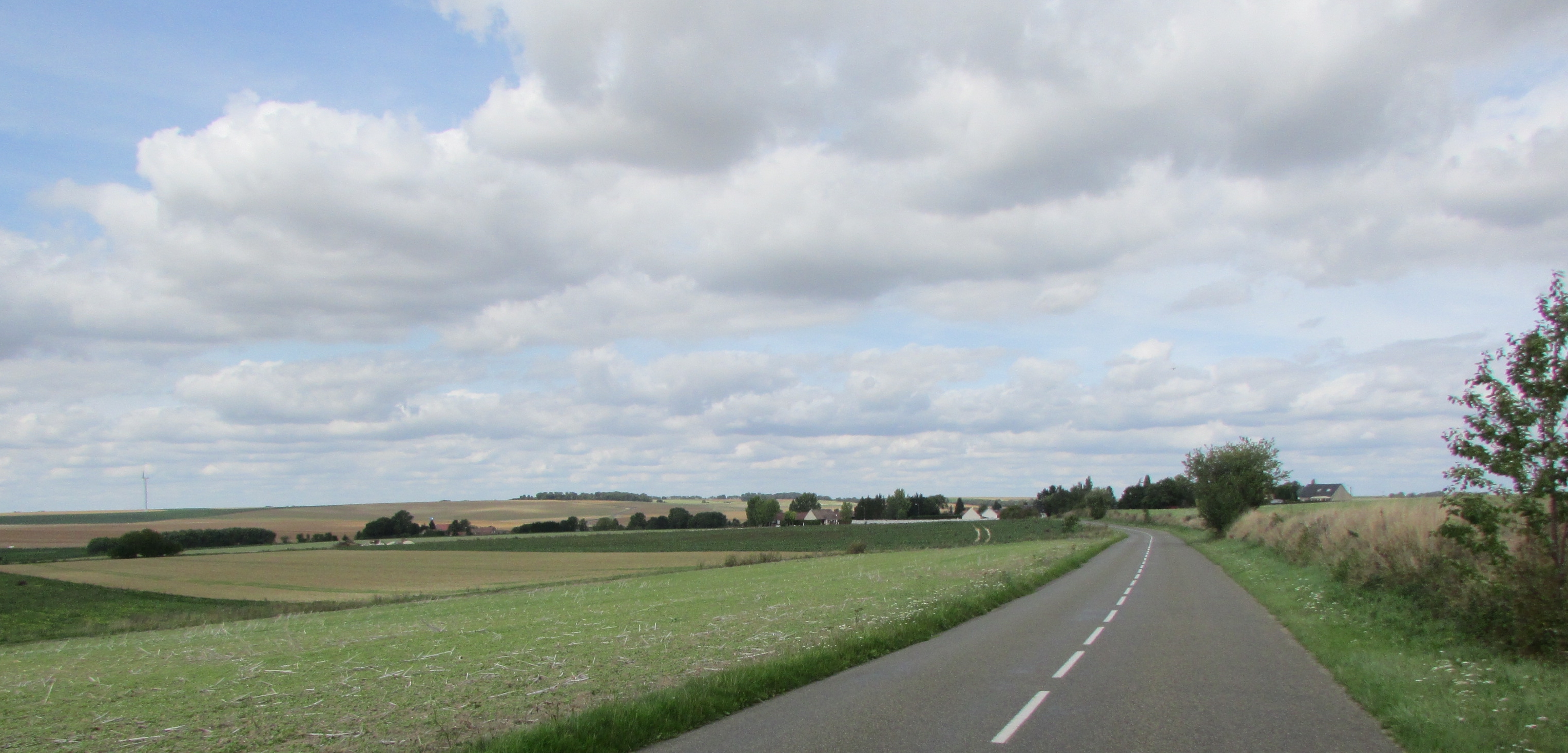
Vue générale depuis la route de Lesdins.
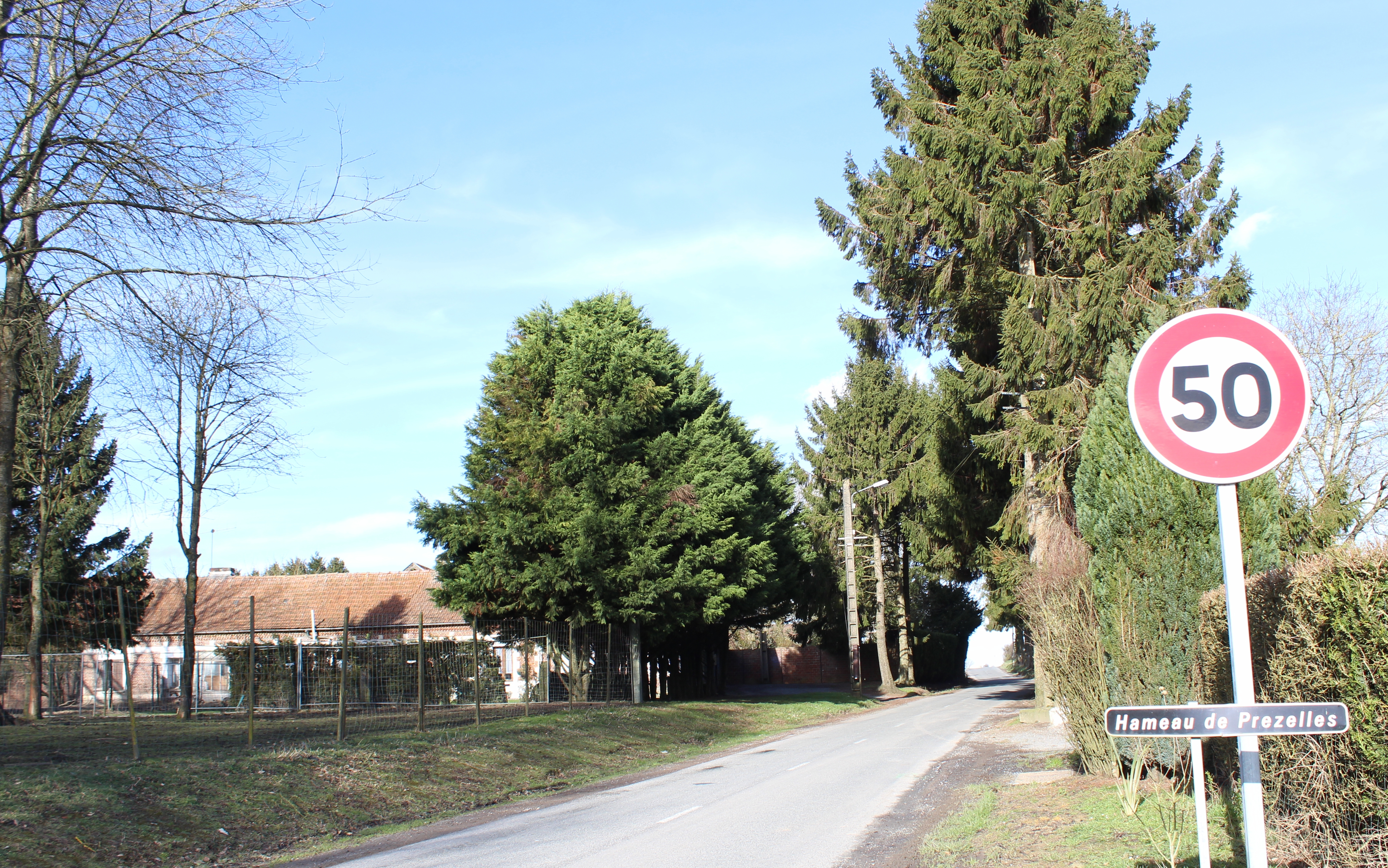
Le hameau de Prezelles situé sur la route de Ramicourt.